# Irving Chernev
Irving Chernev (Moscú, 29 de enero de 1900 – San Francisco, 29 de septiembre de 1981) fue un prolífico escritor de ajedrez ruso-estadounidense.

## Biografía
Nació probablemente en Moscú, (aunque algunas fuentes indican que fue en Priluki, Ucrania) y emigró a los Estados Unidos en 1920. Chernev tenía una fuerza de juego equivalente a la de un maestro nacional, y estaba obsesionado con el ajedrez. Escribió sobre él mismo que "probablemente he leído más sobre ajedrez, y jugado más partidas, que ningún otro hombre en toda la historia."

### Escritor de ajedrez
Chernev escribió 20 libros de ajedrez, entre ellos: Chessboard Magic!; The Bright Side of Chess; The Fireside Book of Chess (con Fred Reinfeld); The Most Instructive Games of Chess Ever Played; 1000 Best Short Games of Chess; Practical Chess Endings; Combinations: The Heart of Chess; y Capablanca's Best Chess Endings. En 1945, conjuntamente con Kenneth Harkness escribió An Invitation to Chess, que se convirtió en uno de los más exitosos libros de ajedrez jamás escritos. De todas maneras, quizás su libro más famoso fue Logical Chess: Move by Move, editado por primera vez en 1957. El libro contiene 33 partidas clásicas entre 1889 y 1952, jugadas por destacados maestros como Capablanca, Alekhine, y Tarrasch, y las explica de manera instructiva. La editorial Batsford publicó en 1998 una versión en notación algebraica, con pequeñas variaciones sobre el texto original.

## Libros
- Chess Strategy and Tactics (con Fred Reinfeld); Black Knight 1933[3]
- Curious Chess Facts; Black Knight 1937[3]
- Chessboard Magic!; Chess Review 1943[3]
- An Invitation to Chess (con Kenneth Harkness); Simon & Schuster 1945[3]
- Winning Chess Traps; Chess Review 1946[3]
- The Russians Play Chess; McKay 1947[3]
- The Bright Side of Chess; McKay 1948[3]
- Winning Chess (con Fred Reinfeld); Simon & Schuster 1948[3]
- The Fireside Book of Chess (con Fred Reinfeld); Simon & Schuster 1949[3]
- 1000 Best Short Games of Chess; Simon & Schuster 1955[3]
- Logical Chess: Move by Move; Simon & Schuster 1957[3]
- Combinations: The Heart of Chess; Crowell 1960[3]
- Practical Chess Endings; Simon & Schuster 1961[3]
- The Most Instructive Games of Chess Ever Played; Simon & Schuster 1965[3]
- The Chess Companion; Simon & Schuster 1968[3]
- Chess in an Hour (con Frank Marshall); Sentinel 1968[3]
- Wonders and Curiosities of Chess; Dover 1974[3]
- The Golden Dozen (título cambiado posteriormente a Twelve Great Chess Players and Their Best Games); Oxford 1976[3]
- Capablanca's Best Chess Endings; Oxford 1978[3]
- The Compleat Draughts Player; Oxford 1981.[4]
- 200 Brilliant Endgames; Simon & Schuster 1989[3]